# Parexel
Parexel est une entreprise américaine de sous-traitance pharmaceutique dans les essais cliniques et des fonctions associés. Elle est basée à Waltham dans le Massachusetts. Elle possède environ 18 000 employés.